# Prairie humide à jonc et molinie
 (mars 2019).

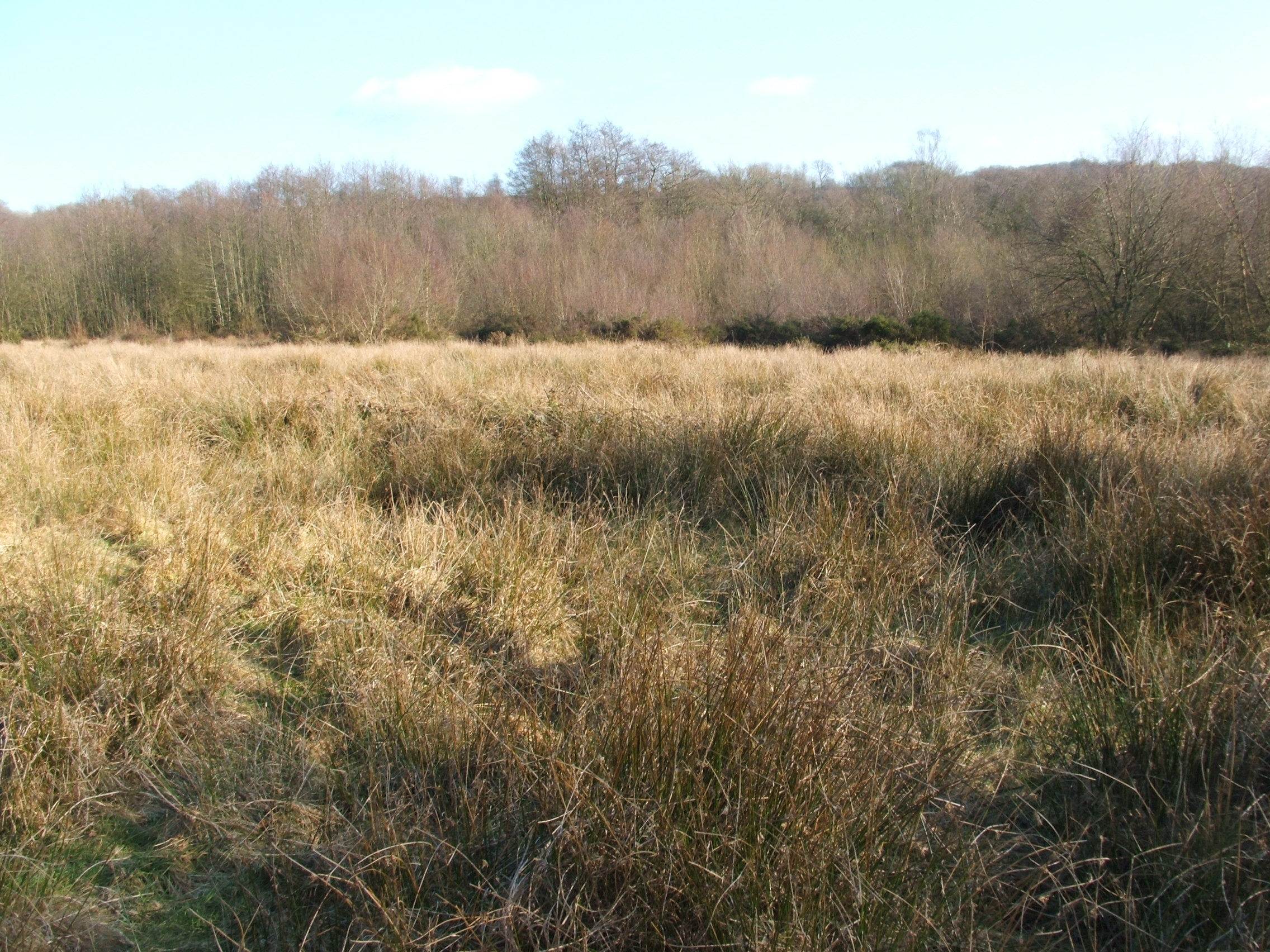
Paysage de prairie humide à jonc et molinie.

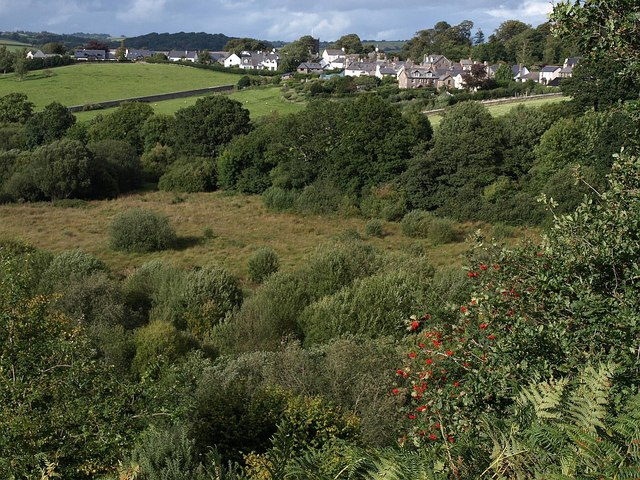
Padley Common (partie de Chagford Commons) est une zone de prairie humide à jonc et molinie.

Les prairies humides à jonc et molinie sont un type d'habitat qui se rencontre sur des sols neutres et acides, mal drainés, des plaines et des plateaux.  Il en existe dans le Sud-Ouest de l'Angleterre, en particulier dans le Devon. 
La végétation est composée d'une  prairie semi-naturelle  riches en espèces contenant en abondance une espèce de graminées, la molinie bleue (Molinia caerulea , et d'une ou plusieurs espèces de joncs : jonc à fleurs acérées ( Juncus acutiflorus ), jonc articulés ( Juncus articulatus ) et jonc à fleurs arrondies (Juncus subnodulosus ).
Au Royaume-Uni, on estime qu'il ne subsiste que 8 % de ce type d'habitat par rapport à la situation de 1900. La superficie de ce type d'habitat y serait inférieure à 70 000 hectares. Dans ce pays, l'importance de ces « prairies » est reconnue et elles ont été classées comme « habitat prioritaire » dans le plan d'action pour la biodiversité du Royaume-Uni. 

## Espèces indicatrices

### Espèces de graminées typiques
Agrostis commun (Agrostis capillaris), crételle des prés (Cynosurus cristatus), glycérie flottante (Glyceria fluitans) , vulpin genouillé (Alopecurus geniculatus, molinie bleue (Molinia caerulea), fétuque rouge (Festuca rubra),  flouve odorante (Anthoxanthum odoratum).

### Autres espèces végétales caractéristiques
Selon le Natural England Higher Level Stewardship Farm Environmental Plan un habitat de ce type de prairies est défini si on y trouve fréquemment au moins deux des espèces suivantes, et occasionnellement deux autres espèces
- Achillée sternutatoire (Achillea ptarmica)
- Angélique des bois (Angelica sylvaticum)
- Benoîte des ruisseaux (Geum rivale)
- Berle dressée (Berula erecta)
- Bruyère des marais (Erica tetralix)
- Bugle rampate (Ajuga reptans)
- Carvi verticillé (Carum verticillatum)
- Cirse d'Angleterre (Cirsium dissectum)
- Crépide des marais (Crepis paludosa)
- Eupatoire chanvrine (Eupatorium cannabinum)
- Gaillet aquatique (Galium uliginosum)
- Gaillet des marais (Galium palustre)
- Grande pimprenelle (Sanguisorba officinalis)
- Hydrocotyle vulgaire (Hydrocotyle vulgaris)
- Iris faux-acore (Iris pseudacorus)
- Jonc à fruits brillants(Juncus articulatus)
- Petites laîches : laîche glauque (Carex flacca), laîche noire (Carex nigra), laîche faux-panic (Carex panicea), etc.
- Liondent hispide (Leontodon hispidus)
- Lotier des marais (Lotus pedunculatus)
- Lychnis fleur de coucou (Lychnis flos-cuculi)
- Menthe aquatique (Mentha aquatica)
- Mouron délicat  (Anagallis tenella)
- Narthécie des marais (Narthecium ossifragum)
- Orchidées (Orchidaceae)
- Pigamon jaune (Thalictrum flavum)
- Pédiculaire des bois (Pedicularis sylvatica)
- Populage des marais (Caltha palustris)
- Potentille des marais (Potentilla palustris)
- Potentille tormentille (Potentilla erecta)
- Reine-des-prés (Filipendula ulmaria)
- Renoncule flammette (Ranunculus flammula)
- Serratule des teinturiers (Serratula tinctoria)
- Sphaignes (Sphagnum spp)
- Succise des prés (Succisa pratensis)
- Trolle d'Europe (Trollius europaeus)
- Valériane dioïque (Valeriana dioica)
- Valériane officinale (Valeriana officinalis)
- Violette des marais (Viola palustris)

### Espèces animales clés
- Insectes :
  - Damier de la succise (Eurodryas aurinia).
  - Demi-deuil (Melanargia galathea).
  - Sphinx bombyliforme (Hemaris tityus).
  - Thècle du bouleau (Theccla betulae)
- Oiseaux :
  - Bécassine des marais (Gallinago gallinago)
  - Bruant des roseaux (Emberiza schoeniclus).
  - Chouette effraie (Tyto alba)
  - Courlis cendré (Numenius arquata).

## Menaces
- Drainage
- Culture
- Fertilisation
- Surpâturage
- Feux fréquents
- Sous-pâturage - conduisant à une succession vers des broussailles et bois. Peut entraîner la domination par le jonc épars  (Juncus effusus)
- Afforestation